# Alejandro Pohlenz
Alejandro Pohlenz (Cidade do México, 1961) é um ator e roteirista mexicano.

## Filmografia
- Hijas de la luna (2018) com Palmira Olguín Original de Bernardo Romero Pereiro
- Mi corazón es tuyo (2014) com Marcia del Río e Pablo Ferrer Original de Ana Obregón
- Porque el amor manda (2012)
- Una familia con suerte (2011/12)
- Segunda parte de Palabra de mujer (2007/08)
- Segunda parte de La fea más bella (2006/07)
- Mujer de madera (2004/05)
- Las vías del amor (2002/03)
- Amigas y rivales (2001)
- Mujeres engañadas (1999/2000)
- Soñadoras (1998/99)
- Primeira parte de Salud, dinero y amor (1997)
- Tú y yo (1996/97) (con Verónica Suárez)
- El premio mayor (1995/96)
- Volver a empezar (1994/95)
- Dos mujeres, un camino (1993/94)
- Mágica juventud (1992/93)
- Muchachitas (1991/92)